# Buzkashi

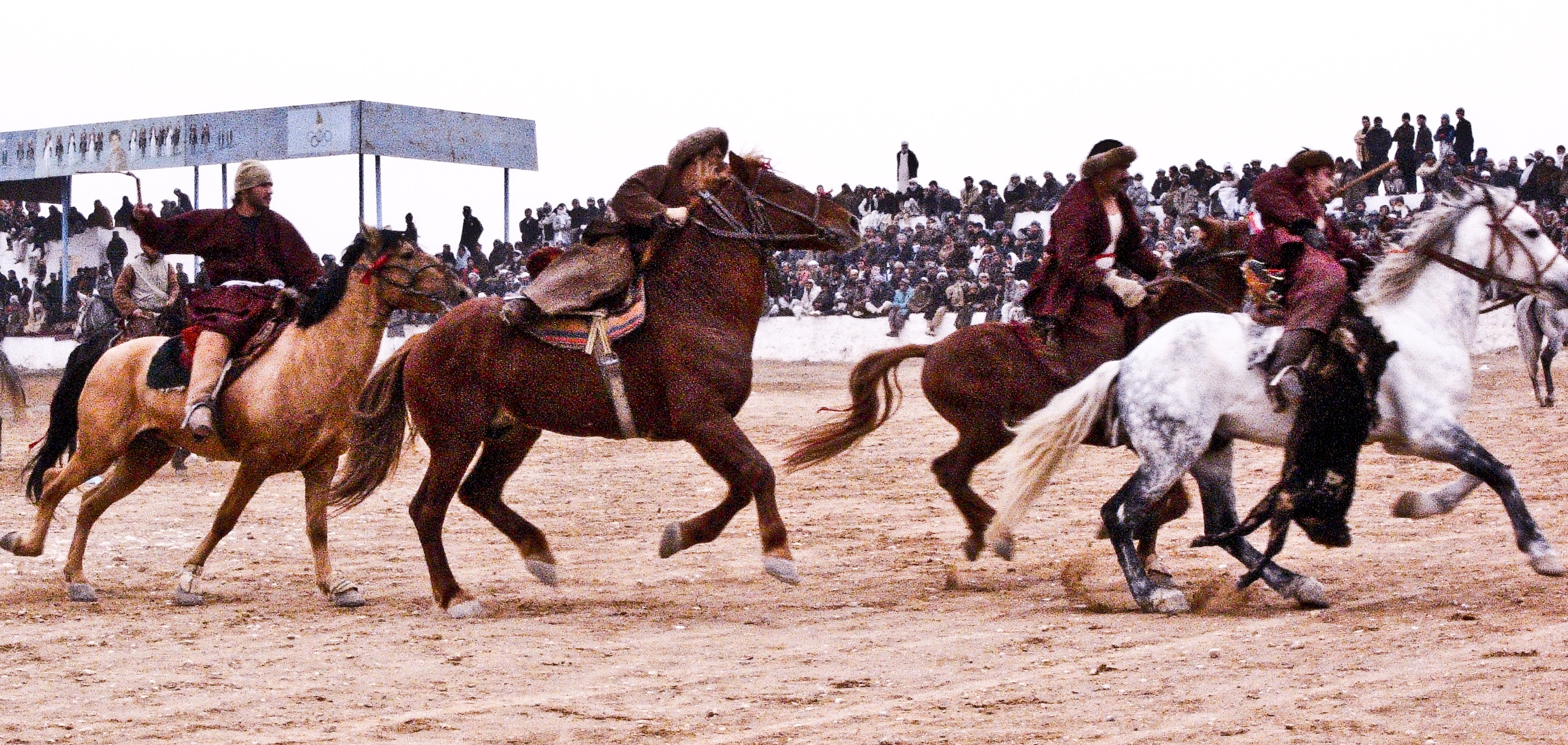
Buzkashi

Buzkashi (från persiskans بزکشی buzkashi, buz "get" + kashi "dragning") är en traditionell centralasiatisk hästsport som går ut på att plocka åt sig ett huvudlöst getkadaver och rida iväg med det. Sporten utövas i stora delar av Centralasien och har olika namn i olika regioner. I Kazakstan kallas den kokpar och i Uzbekistan kok-boru, medan namnet buzkashi används i Tadzjikistan, Afghanistan och bland persisktalande grupper i andra länder. Även i Turkiet existerar en variant av Buzkashi som där kallas Kökböru (blå varg) som hedrar den gråa vargen, en helig symbol för turkarna. 

## Historia
Buzkashin har existerat som sport i flera hundra år i centrala Asien och tros härstamma från de iranska skyterna. En annan teori menar att spelet utvecklades ur krigslekar och övningar som bland annat Djingis Khans mongolkrigare utövade både för nöjes skull och som träning. Buzkashin kan även ha utvecklats som en gren till hästpolon som har existerat i över 2500 år.

## Regler
Buzkashi går ut på att ett lag (chapandazan) ska plocka upp kadavret och bära det med sig. Varje lag består av 40-50 spelare, vilket innebär att det ofta kan vara up mot 100 spelare på planen som slåss om kadavret. Som enda skydd klär sig spelarna i tjocka och kraftiga kläder och huvudbonader. 
Enligt reglerna får enbart kraftiga män över 30 års ålder delta i spelet. I övrigt är reglerna i spelet väldigt diffusa. Spelarna visar ingen pardon, och får utnyttja ganska hårda och farliga metoder för att få poäng och hästarna får både bitas och sparkas. 
Spelplanen är på 0,8 hektar och sporten kan utövas i flera dagar i sträck, men under anordnade tävlingar och turneringar har man en fastställd speltid. Det absolut vanligaste är att man använder sig av ett huvudlöst getkadaver i spelet, men i enstaka fall används ett kalvkadaver på ca 40 kg, eller enbart ett kalvhuvud. Oftast huggs även benen av på kadavret som får ligga i vatten i 24 timmar innan spelet för att göra det mer tåligt. Ibland packas även sand i kadavret för att göra det tyngre. 
Idag finns spelen i två olika varianter, Tudabarai och Quarajai. Tudabarai är en enklare variant av spelen som går ut på att en spelare ska ta tag i kadavret och sedan rida tills man är fri från de andra spelarna. I Quarajai ska ryttarna istället rida med kadavret runt en flagga på ena sidan av fältet och sen kasta det i en cirkel som kallas "Rättvisans cirkel". En träff i denna cirkel ger poäng till det laget.

## Världsmästare
- 2005 - Hamid Khimi, Afghanistan